# Kwartjesberg

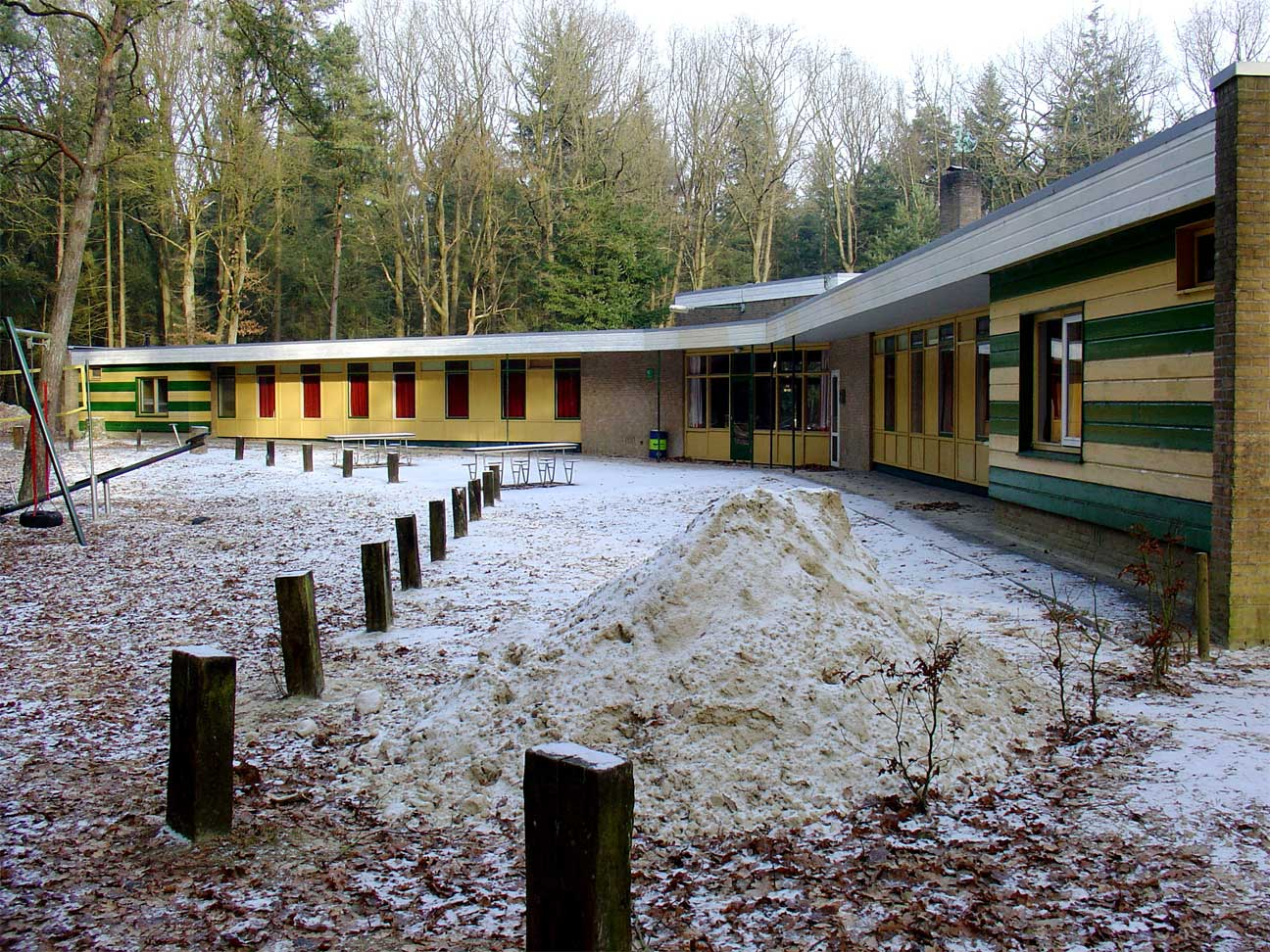
De Kwartjesberg anno 2009

De Kwartjesberg is een heuvel en een gelijknamig recreatiecentrum in de Drentse plaats Drouwen, nabij het Drouwenerzand.
De Kwartjesberg dankt naar naam aan de Kwartguldenvereniging een steunorganisatie van de Oranjebond van Orde. In 1903 wist deze bond met behulp van de financiële middelen van de Kwartguldenvereniging een nog onontgonnen heidegebied bij Drouwen, het Drouwenerzand, te verwerven. De bedoeling was om de gebieden te ontginnen met inzet van verpauperde arbeiders uit de steden, tegelijkertijd wilden bond en vereniging een dam opwerpen tegen de oprukkende invloed van de Sociaaldemocratie. Hiertoe werd een weekblad Sociale Stemmen door beide organisaties uitgegeven.
Als eerbetoon aan de vereniging werd een heuvel in het gekochte natuurgebied de Kwartjesberg genoemd. Het op deze plek gevestigde recreatiecentrum ontleende zijn naam weer aan deze heuvel.
Op 30 en 31 mei 1912 maakten de leden van de Oranjebond van Orde een tweedaagse excursie naar de door de bond aangekochte Drentse zandverstuivingen. Volgens een artikel in de NRC stond men eenvoudig paf bij den aanblik van wat door 's Bonds initiatief en het talent van de Nederl. Heide-Maatschappij van inktkokerzand en kwartjes was terecht gebracht.
In 1923 werden, bij de opheffing van de Oranjebond van Orde, de bezittingen (waaronder het Drouwenerzand) overgenomen door de Nederlandse Heidemaatschappij.